# زوئی کالدول
زوئی کالدوِل (انگلیسی: Zoe Caldwell؛ زادهٔ ۱۴ سپتامبر ۱۹۳۳ – درگذشته ۱۶ فوریه ۲۰۲۰) هنرپیشه اهل استرالیا بود. وی از سال ۱۹۶۰ میلادی تا سال ۲۰۱۸ مشغول فعالیت بوده‌است.
از فیلم‌ها یا برنامه‌های تلویزیونی که وی در آن نقش داشته است می‌توان به لیلو و استیچ، استیچ!، فوق‌العاده بلند و بیش از حد نزدیک، تولد، «رؤیای شب نیمه تابستان» (فیلم تلویزیونی)، رز ارغوانی قاهره، فقط یک بوسه و قصه‌های جزیره اشاره کرد.